# Shalom Katz
Pour les articles homonymes, voir Katz.
Shalom Katz est un hazzan (chantre) et rabbin né à Oradea (Roumanie) en 1919 et mort aux États-Unis en 1982.
Il est notamment l'interprète de la prière juive des morts, El Male Rahamim, que l'on entend à la fin du film de Vittorio De Sica, Le Jardin des Finzi-Contini, dans une version évoquant le génocide des Juifs d'Europe.

## Biographie
Shalom Katz est reconnu pour ses qualités vocales dès son adolescence et notamment lors de sa Bar-mitsvah. Il est ordonné rabbin à l'âge de 18 ans et devient le chantre principal de la synagogue de Bucarest. Il chante également pour l'importante communauté juive de Chișinău. 
Il est déporté en 1941. Il raconte qu'il fut alors contraint de creuser sa propre tombe. Il demanda à pouvoir chanter la traditionnelle prière des morts, El Male Rahamim, et son bourreau fut bouleversé par son interprétation au point de lui laisser la vie sauve.
Il émigre aux États-Unis en 1947 et est le chantre de la congrégation Beth Sholom de Philadelphie jusqu'en 1957. Il chante également par alternance à la synagogue roumaine de New-York.
Il a donné de nombreux concerts, notamment au Carnegie Hall, au Madison Square Garden, au Centre Kenedy et chanté dans de nombreuses synagogues en Europe, en Amérique du Sud, au Canada et en Israël. Il est le premier hazzan étranger à donner une série de concerts en Israël après la création de l’État juif,,.
Shalom Katz est un ténor, doté d'une maîtrise vocale exceptionnelle et d'une tessiture étendue. Ses interprétations sont très personnelles, volontiers dramatiques. 
Il a publié plusieurs disques.

## Prière de l'Holocauste
Il est invité en 1946 à chanter lors du Congrès mondial sioniste qui se tient en Suisse. Après l'oraison funèbre prononcée par Chaim Weizmann, il interprète une nouvelle version de la prière funéraire El Male Rahamim, dont un passage mentionne les sévices infligés par les bourreaux nazis et le nom de plusieurs centres d'extermination (dont Auschwitz et Treblinka),.
L'une de ses interprétations de cette prière  peut être entendue à la fin du film de Vittorio De Sica, Le jardin des Finzi-Contini.

## Vie privée
Avec son épouse Sabrina, il a eu deux enfants, Benjamin et Judith. Il vivait à Washington depuis 1957. Il meurt le 20 février 1982 au Walter Reed Army Medical Center de Washington, d'une crise cardiaque.

## Récompenses
Le Comité mondial pour l’éducation juive le nomme « Cantor of the Year » (chantre de l'année) en 1952.
Paris-Match lui décerne son prix du disque en 1954.